# Bellingen (Westerwald)
Bellingen település Németországban, Rajna-vidék-Pfalz tartományban. Lakosainak száma 629 fő (2023. december 31.).

## Népesség
A település népességének változása:
| Lakosok száma | 451  | 618  | 605  | 606  | 622  | 632  | 629  |
|               | 1975 | 2015 | 2017 | 2019 | 2021 | 2022 | 2023 |